# Silnice II/335
Silnice II/335 je silnice II. třídy v trase: Mnichovice - Ondřejov - Hradové Střimelice - Stříbrná Skalice - Černé Budy - Nechyba - Staňkovice - Uhlířské Janovice - Sudějov - Žandov - Pivnisko - Rápošov - Kateřinky - Zbraslavice (napojení na silnici II/126).
V Mnichovicích se odděluje od silnice II/508. U Ondřejova se kříží se silnicí II/113, v Uhlířských Janovicích se silnicí II/125. Ve Stříbrné Skalici se napojuje silnice II/108, v Černých Budách silnice II/110, mezi Nechybou a Staňkovicemi silnice II/334, v Uhlířských Janovicích silnice II/336.

## Vodstvo na trase
U Mnichovic vede přes Hrusický potok, ve Stříbrné Skalici přes Jevanský potok, v Uhlířských Janovicích přes Výrovku.